# Heiner Thade
Heiner Thade (* 15. September 1942 in Lüdinghausen) ist ein ehemaliger Moderner Fünfkämpfer aus Deutschland.
Thade bestand im Jahr 1961 am Neheimer Neusprachlichen Gymnasium (heute Franz-Stock-Gymnasium) das Abitur und studierte dann an der Universität Freiburg Sprachen und Sport. Von 1973 bis 2004 war er Dozent an der Sportfakultät der  Universität München und dort als Akademischer Direktor tätig. 
Thade nahm 1968 in Mexiko, 1972 in München und 1976 in Montreal an den  Olympischen Spielen teil. 1969 und 1972 war er Deutscher Meister im Modernen Fünfkampf. 1973 wurde er in London mit der Mannschaft Vizeweltmeister.
Thade wohnt im Arnsberger Ortsteil Neheim. Am 19. Dezember 1972 wurde er mit dem Ehrenring der damaligen Stadt Neheim-Hüsten ausgezeichnet.